# András Petőcz
András Petőcz (Budapest, 27 de agosto de 1959) é um poeta e escritor húngaro.

## Biografia
András Petőcz estudou literatura e história na universidade Loránd Eötvös de Budapeste. Depois de ter feito estudos na Faculdade de Letras, trabalhou como redator para várias revistas literárias. Dirige atualmente a revista Budapesti Jelenlét (Presença de Budapeste).

Ele ligou-se ao círculo parisiense Magyar Műhely (Atelier húngaro) em meados dos anos 80. 
Foi convidado para a Biennale Internationale des poètes em Val-de-Marne, em maio de 2013 e leu os seus escritos.
Andras Petőcz foi escritor em residência na Villa Marguerite Yourcenar em junho e julho de 2013 e participou dos eventos literários.
Foi também escritor convidado na residência literária da Fundação D. Luís I, em Cascais, nos meses de outubro e novembro de 2022. . Durante este período, András Petőcz foi entrevistado em Cascais pela RTP 2 , para o programa «Nada será como Dante», e também para a Fundação D. Luís I .

## Prémios
- IPTRC Prize (2020) [8]
- Prêmio Coroa de Louros da Hungria, (2017) [9]
- Pro Literatura (2008) [10]
- Sándor Márai Prize (2008) [11]
- Attila József Prize (1996) [12]
- Zsigmond Móricz Fellowship (1986)
- Knight's Crosses of the Order of Merit of the Republic of Hungary (2010) [13]
- Robert Graves Prize (1990)

## Publicações em português
- Poemas, in: Novíssima Poesia Húngara, tradução de Ernesto José Rodrigues, editora Bico d'Obra, 1985.
- Felina, livro de poemas, editora The Poets and Dragons Society, 2022, traduzido por Maria João Cantinho. (ISBN: 978-989-9107-17-05).